# راسلمينيا 4
راسلمينيا 4 هو المهرجان الرابع من مهرجانات راسلمينيا التي ينتجها اتحاد الدبليو دبليو أي عرض المهرجان في 27 مارس 1988 في قاعة مؤتمرات اتلانتيك سيتي التاريخية في مدينة نيو جيرسي الأمريكية.

## روابط خارجية
- راسلمينيا 4 على موقع IMDb (الإنجليزية)
- راسلمينيا 4 على موقع قاعدة بيانات الفيلم (الإنجليزية)
- راسلمينيا 4 على موقع كينوبويسك (الروسية)

- The Official Website of WrestleMania IV